# أحمد بلافريج
أحمد بلافريج (8 سبتمبر 1908 – 14 أبريل 1990) هو سياسي مغربي، من زعماء الحركة الوطنية المغربية، عُيّن وزيرا للخارجية في حكومة البكاي بن مبارك الثانية، ثم ترأس ثاني حكومة في المغرب بعد استقلاله كما تولى وزارة الخارجية في نفس الحكومة، والممثل الشخصي للحسن الثاني ووزير الخارجية في الحكومة الثامنة التي ترأس مجلسها الملك.

## نشأته
ولد أحمد بلافريج في 8 سبتمبر 1908 وسط عائلة رباطية ذات أصول أندلسية قدمت إلى المغرب إثر الطرد النهائي للأندلسيين عام 1610، وقد أسسوا دويلة أبي رقراق. فقد أحمد بلافريج والده وهو صغير السن. وتلقى تعليمه الابتدائي بمدرسة باب العلو، ثم الثانوي في ثانوية مولاي يوسف بالرباط. ثم أجرى امتحان الباكالوريا بباريس، وواصل دراسته بجامعة فؤاد الأول بالقاهرة، ثم عاد إلى جامعة السربون بباريس حيث درس بها فيما بين عامي 1928 و1932 وأحرز على الإجازة في الآداب وشهادة العلوم السياسية. وبذلك كانت له ثقافة مزدوجة شرقية وغربية. كان أحمد بلافريج قد أسس في أغسطس 1926 جمعية أنصار الحقيقة التي اندمجت في العام الموالي مع جمعية وطنية يرأسها علال الفاسي وفي باريس كان من العناصر المؤسسة والقيادية لجمعية طلبة شمال أفريقيا المسلمين التي ظهرت عام 1927، وقد آلت إليه رئاستها ونشط في صلبها طلبة البلدان الثلاثة: تونس والمغرب والجزائر وتبلورت فيها رؤاهم ومواقفهم الوطنية المعادية للاستعمار.

## المناضل الوطني
تعود البذور الأولى للوطنية لدى أحمد بلافريج إلى مرحلة شبابه، ففضلا عن علاقاته المبكرة مع علال الفاسي، ربط في باريس علاقات مع عدد من الشخصيات الفرنسية المناهضة للاستعمار، ومن أهمها المحامي الفرنسي روبير لونقي الذي أسس معه مجلة «المغرب» عام 1932، كما كان على اتصال مع شكيب أرسلان صاحب مجلة «الأمة العربية» التي كان يصدرها من سويسرا. ونشط وهو طالب في سبيل القضايا الوطنية في صلب جمعية طلبة شمال إفريقيا المسلمين ووقف ضد ظهير عام 1930، وقد قررت هذه الجمعية تحت رئاسته رفض الطلبة المتجنسين بالجنسية الفرنسية من صفوفها. وأسس في 1 أكتوبر مدرسة محمد جسوس بمساعدة عثمان جوريو. ثم كان من العناصر المحركة لكتلة العمل الوطني التي ظهرت في الثلاثينات. وقد شارك في إعداد وتحرير المذكرة التي وجهت عام 1934 للملك محمد الخامس والتي تتضمن قائمة بالمطالب المتعلقة بالإصلاحات الداخلية. وخلال الحرب العالمية الثانية، وقف ضد قوات المحور، وفي عام 1943 كان إلى جانب علال الفاسي من مؤسسي حزب الاستقلال وأول من تولى أمانته العامة، وقد كان من مهندسي وثيقة المطالبة بالاستقلال في 11 يناير 1944، فتم نفيه إلى جزيرة قرشيقة ولم يطلق سراحه إلا عام 1946، وبعد عودته إلى المغرب أسس صحيفة العلم التي تولى إدارتها. وقد سعى عندما توجه إلى القاهرة لملاقاة زعيم المقاومة في الريف محمد عبد الكريم الخطابي، وسافر إلى نيويورك عام 1952 للدفاع عن استقلال المغرب، وشارك في المحادثات الأولى حول القضية المغربية التي جرت في هيئة الأمم المتحدة. كما قام بجولة واسعة حملته إلى كبرى العواصم العالمية من برلين إلى نيويورك ومدريد للتعريف بالقضية الوطنية وخلال جولة المحادثات بين المغرب وفرنسا، أقام أحمد بلافريج بجنيف بسويسرا ليوجه المفاوضين المغاربة، وقد ضبط آنذاك شرطا ضروريا وهو عودة الملك محمد الخامس وتكوين حكومة انتقالية وإلغاء معاهدة فاس التي أرست نظام الحماية بالمغرب، وهو ما تم بالفعل.

## بعد الاستقلال
أسندت إلى أحمد بلافريج بعد استقلال المغرب عام 1956 وزارة الخارجية واستمر على رأسها إلى عام 1958، وفي عهده انضم المغرب إلى جامعة الدول العربية وإلى الأمم المتحدة ومنظمة الوحدة الإفريقية كما أرسى السفارات المغربية في الخارج كما انعقد في هذه الفترة مؤتمر طنجة لوحدة المغرب العربي المنعقد في الفترة بين 27 و30 أبريل 1958 وقد أخذ فيه الكلمة باسم حزب الاستقلال وكان إلى جانبه في الوفد المغربي علال الفاسي والمهدي بن بركة وعبد الرحيم بوعبيد والفقيه البصري والمحجوب بن الصديق، ثم بعد بضعة أيام كُلّف بتشكيل الوزارة الأولى في 12 مايو 1958 وقد تمكّن حزب الاستقلال في عهده من بسط نفوذه على الجهاز التنفيذي إلا أن حكومته لم تعمر طويلا إلى حين تقديم استقالته في 3 ديسمبر 1958. لكنه عاد إلى وزارة الخارجية فيما بين 1961 و1963. ثم عُيّن ممثلا شخصيا للملك الحسن الثاني إلى عام 1972 إلا أن مرضه أجبره على مغادرة الساحة السياسية وطرده من حزب الاستقلال على يد علال الفاسي.

## حياته العائلية
تزوج أحمد بلافريج من فطوم بناني ابنة المناضل الوطني الحاج الجيلالي بناني والد محمد بناني وكلاهما كانا من الموقعين على وثيقة الاستقلال عام 1944. وقد أنجب منها خمسة أبناء: أربع بنات: سعاد وليلى ومية وأمينة، والثلاث الأخيرات تخرجن طبيبات، وولد واحد هو: أنيس وهو مهندس، وقد أُلقي عليه القبض عام 1973 لنشاطه في صفوف اليسار الثوري.

## تكريمات
2016
- سفارة باكستان في المغرب تكشف عن جواز السفر الباكستاني الذي سافر به الاستقلالي بلافريج[19]

2021
- الذكرى الـ 31 لوفاة المجاهد أحمد بلافريج.. بطل بصم التاريخ المغربي الحديث.[20]
- جمعية رباط الفتح تقتفي آثارا من حياة الراحل أحمد بلافريج بمؤلفين يتناولان تاريخ الأندلس والمغرب[21]
- السفير الباكستاني بالمغرب يسلم لإبن المناضل أحمد بلافريج وثيقة تاريخية نادرة.[22]

## معرض

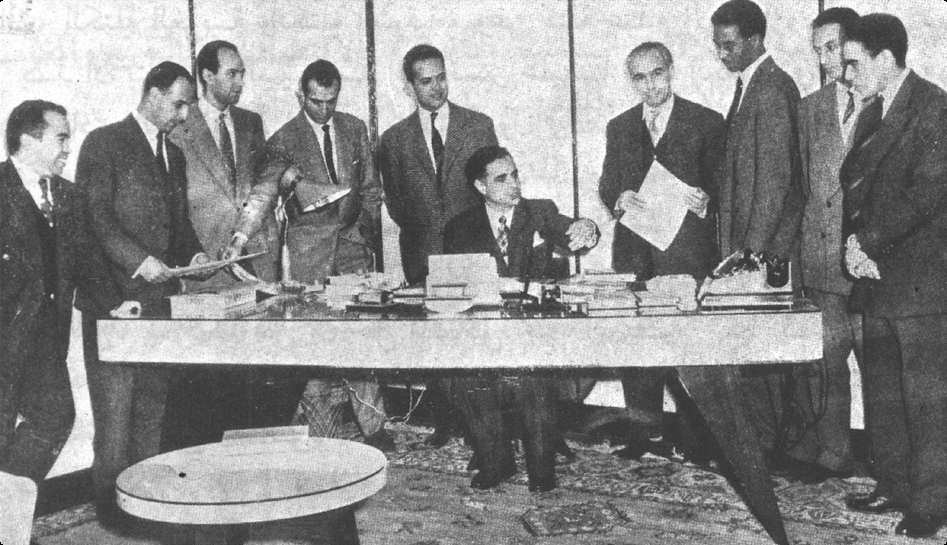
أول ديوان لوزارة الخارجية بعد الإستقلال (1956)
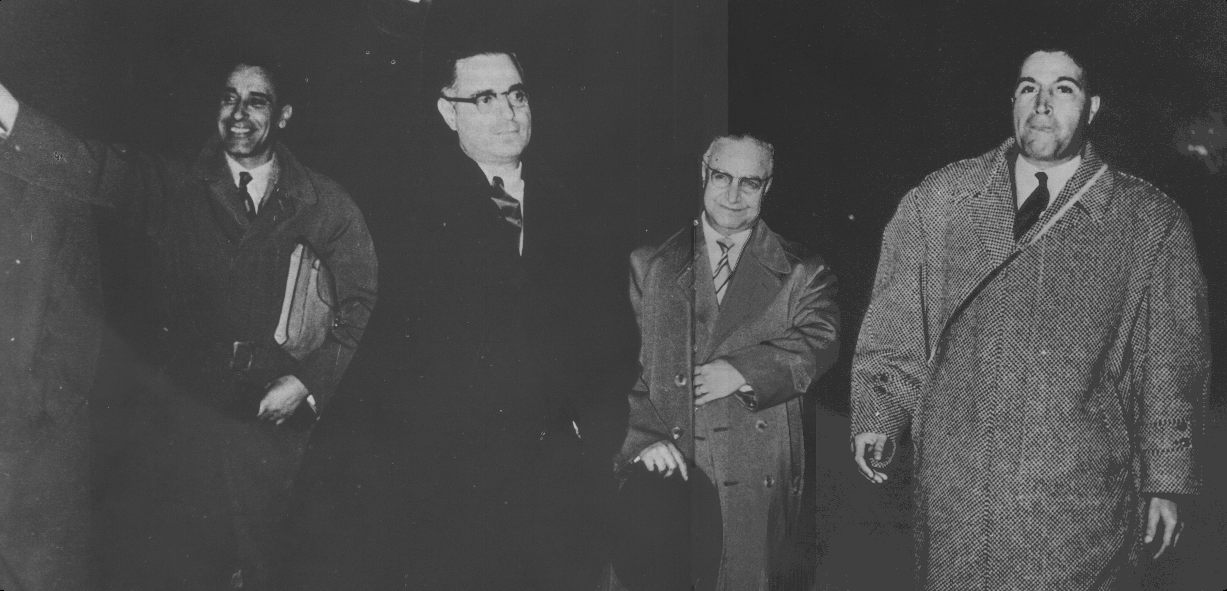
طنجة - 22 نوفمبر 1955 (من اليمين إلى اليسار: عبد الرحيم بوعبيد، أحمد بلافريج، عمر بن عبد الجليل، عبد الكريم ابن جلون التويمي) العودة من المنفى في نوفمبر 1955).

## وصلات خارجية
- أحمد بلافريج على موقع الموسوعة البريطانية (الإنجليزية)
- أحمد بلافريج على موقع مونزينجر (الألمانية)